# Simitidion
Simitidion is een geslacht van spinnen uit de familie van de Theridiidae (kogelspinnen).

## Soorten
- Simitidion agaricographum (Levy & Amitai, 1982)
- Simitidion lacuna Wunderlich, 1992
- Simitidion simile (C. L. Koch, 1836) (Witvlekheidekogelspin)